# Томсько-Асіновський ВТТ
Томсько-Асіновський ВТТ (ТОМСКО-АСИНСКИЙ ИТЛ, Томасинлаг) — виправно-трудовий табір, що діяв в системі ГУЛАГ з 16.08.37 до 28.10.40.
Дислокація: Новосибірська область, Асінський р-н, с.Асіно (нині Томська область).

## Історія
Фактична ліквідація табору почалася в липні 1940 року, коли в Томасинлаг були спрямовані на розселення 5000 сімей «біженців» (так у тексті) із західних областей України і Білорусі. 14 серпня 1940 в таборі почалися заворушення серед спецпереселенців. Приводом стало недостатнє матеріально-побутове обслуговування «біженців» з боку табору. Основним видом діяльності були лісозаготівлі.
Наявний в таборі «контингент» з/к було наказано відправити у Унжлаг (3000 з/к), Усольлаг (200 з/к), Білбалтлаг (3500 з/к), Темлаг (1300 з/к), а з/к-інвалідів, які не можуть самостійно пересуватися, сконцентрувати на Прикульському ОТВ. Господарство табору передано тресту «Томлес» Наркомлісу.

## Чисельність з/к
- 01.01.38 — 11 912,
- 01.10.38 — 11 112,
- 01.01.39 — 11 890,
- 01.01.40 — 13 073.